# Lliga amateur indonèsia de futbol
La Lliga amateur indonèsia de futbol (oficialment anomenada Perserikatan) fou la màxima competició futbolística d'Indonèsia fins al 1979.

## Història
Fins a l'any 1979 només existia a Indonèsia la lliga amateur, anomenada Perserikatan. Aquest any fou introduïda una lliga semi-professional anomenada Liga Sepakbola Utama (Galatama). Ambdues competicions, l'amateur i la semi-professional es disputaren de forma paral·lela fins a l'any 1994, en què es creà la lliga professional (Liga Indonesia) després de la unió d'ambdues lligues.
La Perserikatan s'inicià l'abril de 1930 a les Índies Occidentals Neerlandeses. El campionat fou organitzat pels principals clubs indígenes del país, que en aquell moment era colònia neerlandesa, els quals es reuniren a la Societeit Hadiprojo, Yogyakarta. Després de la reunió es decidí la fundació de la PSSI (Persatoean Sepak Raga Seloeroeh Indonesia) com a federació rectora del campionat.
Anteriorment ja s'havia creat al país la Nederlands Indische Voetbal Bond, una associació esportiva per a la gent neerlandesa exclusivament, que organitzà el Campionat de les Ciutats de les Índies Orientals Neerlandeses, iniciat el 1914.

## Historial
Font:
Època colonial
- 1930:  VIJ Jakarta [a]
- 1931:  VIJ Jakarta (1)
- 1932:  PSIM Yogyakarta (1)
- 1933:  VIJ Jakarta (2)
- 1934:  VIJ Jakarta (3)
- 1935:  Persis Solo (1)
- 1936:  Persis Solo (2)
- 1937:  Persib Bandung (1)
- 1938:  VIJ Jakarta (4)
- 1939:  Persis Solo (3)
- 1940:  Persis Solo (4)
- 1941:  Persis Solo (5)
- 1942:  Persis Solo (6)
- 1943:  Persis Solo (7)
- 1944-49: No es disputà
- 1950:  Persib Bandung [a]

Des de la independència
Kejurnas PSSI
- 1951:  Persebaya Surabaya (1)
- 1952:  Persebaya Surabaya (2)
- 1953-54:  Persija Jakarta (5)
- 1955-57:  PSM Makassar (1) [b]
- 1957-59:  PSM Makassar (2) [c]
- 1959-61:  Persib Bandung (2) [d]
- 1962-64:  Persija Jakarta (6) [e]
- 1964-65:  PSM Makassar (3)
- 1965-66:  PSM Makassar (4)
- 1966-67:  PSMS Medan (1)
- 1968: No es disputà
- 1969-71:  PSMS Medan (2) [f]
- 1971-73:  Persija Jakarta (7) [g]
- 1973-75:  Persija Jakarta (8) 
 i  PSMS Medan (3) [h]
- 1975-78:  Persebaya Surabaya (3) [i]

Kejurnas Utama PSSI
- 1978-79:  Persija Jakarta (9)

Divisi Utama PSSI
- 1980:  Persiraja Banda Aceh (1)
- 1981-82: No es disputà
- 1983:  PSMS Medan (4)
- 1984: No es disputà
- 1985:  PSMS Medan (5)
- 1986:  Persib Bandung (3)
- 1986-87:  PSIS Semarang (1)
- 1987-88:  Persebaya Surabaya (4)
- 1988-89: No es disputà
- 1989-90:  Persib Bandung (4)
- 1990-91: No es disputà
- 1991-92:  PSM Makassar (5)
- 1992-93: No es disputà
- 1993-94:  Persib Bandung (5)